# Distretto di Bengshan
Il distretto di Bengshan (蚌山区S, BèngshānP) è un distretto della Cina, situato nella provincia dell'Anhui.